# Gøglerblod
Gøglerblod er en dansk stumfilm fra 1911 produceret af Constantin Philipsen Film efter manuskript af Lau Lauritzen Sr.. Filmens instruktør er ukendt.
Filmen havde premiere på Royal-biografen den 16. oktober 1911. Filmen er gået delvist tabt.
I december 1911 havde filmen norsk premiere under titlen Jøglerblod. Premieren blev annonceret i norske aviser med oplysning om at dette var filmdebuten til den norske teatermand Bjørn Bjørnson, søn af den norske digter Bjørnstjerne Bjørnson. I et interview i den norske avise Morgenbladet 25. juni samme år havde Bjørnson fortalt, at han havde medvirket i en filmindspilning i Danmark, og at stykket var skrevet af en dansk forfatter. Videre oplyste han i interviewet, at der var kommet tre udsendinge op fra firmaet Pathé Frères til Danmark for at filme, og at filmindspilningen havde taget hele fire dage, med arbejde fra klokken 9 om morgenen til klokken 6 om aftenen. Bjørnson sagde desuden i interviewet at det var ham, der havde hovedrollen i filmen.

## Handling
Da en velhavende godsejer forelsker sig i cirkusartisten Miranda, forlader hun sin cirkus-kæreste for at gifte sig med ham. Det velhavende liv er behageligt, men efter års ægteskab begynder Miranda alligevel at kede sig. Så da eks-flammen fra cirkus banker på døren, bliver Miranda fristet til endnu et partnerskift.
Dette fragment er kun en tredjedel af den oprindelige film og slutter med, at godsejeren finder Mirandas afskedsbrev. Ifølge en oprindelig anmeldelse fortsætter historien således: Miranda vakler igen i sin beslutning og tager tilbage til godsejeren. Denne gang lader cirkusartisten sig dog ikke så nemt vrage og ender med at dræbe Miranda i en park.

## Roller
- Warren, gøgler: Bjørn Bjørnson
- Miranda, gøgler: Gerda Christophersen
- George Brown, godsejer: Hans Neergaard[4]